# Ройрдт
Ройрдт (нім. Rheurdt, Рерт [ʁøɐt]) — громада в Німеччині, знаходиться в землі Північний Рейн-Вестфалія. Підпорядковується адміністративному округу Дюссельдорф. Входить до складу району Клеве.
Площа — 30 км2. Населення становить 6545 ос. (станом на 31 грудня 2020).